# Concours national commun
Pour les articles homonymes, voir CNC.
Le Concours national commun d'admission aux grandes écoles d'ingénieurs (CNC) est un concours marocain organisé chaque année au mois de mai pour les étudiants de la 2e année des classes préparatoires, couramment appelée « Maths Spé » (Mathématiques spéciales), et ce pour l'admission dans les grandes écoles d'ingénieurs marocaines ou assimilées. Les épreuves se déroulent pendant une semaine dans les différents centres des classes préparatoires du pays pour les candidats inscrits au Maroc et également un centre international en France - à Paris - pour les candidats étrangers ou marocains résidant en France ou dans d'autres pays étrangers. 

## Histoire
L'histoire du CNC a commencé en 1986 après la décision des grandes écoles d'ingénieurs marocaines d'externaliser les 2 années préparatoires, et d'organiser un seul concours d'intégration en optant pour un système de 3 ans pour le cycle d'ingénieur d’État au sein de ces écoles. Ainsi, le programme des classes préparatoires est devenu commun et normalisé.
Les premiers centres des classes préparatoires au Maroc étaient le lycée Moulay Youssef à Rabat, lycée Mohammed V à Casablanca, le lycée Omar Ibn Al-khattab à Meknes et le lycée Moulay Idriss à Fès. Le pays compte plus de 27 centres des classes préparatoires étatiques présents dans les principales villes du royaume, et de 2 centres spéciaux militaires à l'École Royale de l'Air (Marrakech) et l'École Royale Navale (Casablanca) qui intègrent aussi ce système dans leurs cursus. 
Ce concours tire sa notoriété du rythme et du niveau élevés du programme des classes préparatoires, il est considéré comme étant le concours scientifique et technique le plus difficile au Maroc. Le CNC a aussi une renommée internationale, en effet, les énoncés de ses épreuves paraissent annuellement dans les périodiques des concours internationaux d'admission aux grandes écoles.

## Présentation
Le concours national commun est ouvert aux élèves ayant effectué régulièrement la 1re et la 2e année des classes préparatoires nationales ou étrangères, publiques ou privées, dans les 4 filières scientifiques et technologiques suivantes : 
- MP (Mathématiques, physique),
- PSI (Physique et sciences de l'ingénieur),
- TSI (Technologie et sciences industrielles),
- BCPST (Biologie, chimie, physique et sciences de la terre) (supprimée en 2013).

Ce concours comporte des épreuves communes écrites à l'issue desquelles une admissibilité générale est prononcée. Le jury peut déclarer un certain nombre de candidats Grands Admis qui seront dispensés des épreuves d'admission. Le Jury peut aussi déclarer une liste de candidats Admis avec dispense de l'oral par ordre de mérite en plus des candidats Grands Admis. Les candidats déclarés Admissibles et qui ne sont pas dispensés de l'oral doivent passer les épreuves communes d'admission (oral). Ceux qui ne se présentent pas à une ou plusieurs épreuves du concours sont éliminés du concours et ne seront pas classés.

## Classes préparatoires au Maroc
Les classes préparatoires aux grandes écoles (CPGE) sont des filières d'enseignement supérieur situées généralement dans les lycées. Communément appelées classes prépas ou prépas et pour la plupart publiques, elles sélectionnent sur dossier et recommandations après le baccalauréat et préparent en 2 ans les étudiants aux concours d'admission de certaines écoles de commerce (prépas commerciales), et de certaines écoles d'ingénieurs (prépas scientifiques)...
Les classes préparatoires aux grandes écoles ont pour fonction d'accroître le niveau des connaissances des bacheliers dans différents champs disciplinaires de manière à les rendre aptes à suivre une formation en grande école dans les filières littéraires, économiques et commerciales et scientifiques. Chaque filière est subdivisée en voies.
Pour chaque voie d'étude, un programme national d'études est fixé par arrêté, après élaboration en partenariat avec les grandes écoles.
Ces connaissances sont évaluées par les concours qu'organisent les grandes écoles.
Les élèves qui au terme de ces formations n'intègrent pas une grande école peuvent poursuivre leurs études à l'université.

## Liste des écoles participant au CNC

### Grandes écoles d'ingénieurs
Cette catégorie regroupe les grandes écoles d'ingénieurs marocaines (dont deux écoles militaires et une paramilitaire) participant au CNC qui est organisé chaque année par la Direction de la Formation des Cadres (DFC) et présidé -à tour de rôle- par une de ces écoles :
| École | Sigle                | Date de création | Effectif (CNC 2020) | Effectif (CNC 2021) | Effectif (CNC 2022) | Effectif (CNC 2023) | Ville      | Particularité                                                |
| --- | -------------------- | ---------------- | ------------------- | ------------------- | ------------------- | ------------------- | ---------- | ------------------------------------------------------------ |
| Académie internationale Mohammed VI de l'aviation civile                                                                                               | AIAC                 | 2000             | 160                 | 160 (+0)            | 160 (+0)            | 160 (+0             | Casablanca | Métiers de l'aviation                                        |
| École Hassania des travaux publics | EHTP                 | 1971             | 350                 | 350 (+0)            | 300 (-50)           | 300 (+0)            | Casablanca | Métiers des BTP                                              |
| École Mohammadia d'ingénieurs | EMI                  | 1959             | 548                 | 548 (+0)            | 548 (+0)            | 548 (+0)            | Rabat      | Polyvalente, école paramilitaire d'officiers de réserve      |
| École Nationale Supérieure des Mines de Rabat | ENSMR                | 1972             | 300                 | 300 (+0)            | 300 (+0)            | 300 (+0)            | Rabat      | Polyvalente                                                  |
| École nationale supérieure d'électricité et de mécanique de Casablanca                                                                                 | ENSEM                | 1986             | 248                 | 248 (+0)            | 248 (+0)            | 248 (+0)            | Casablanca | Ingénieurs électro-mécaniciens                               |
| École nationale supérieure d'informatique et d'analyse des systèmes                                                                                    | ENSIAS               | 1992             | 266                 | 266 (+0)            | 266 (+0)            | 266 (+0)            | Rabat      | Métiers de l'Informatique                                    |
| École Royale de l'Air | ERA                  | 1970             | 37                  | 53(+16)             | 53(+0)              | 51(-2)              | Marrakech  | Métiers de l'aviation, école militaire d'officiers aviateurs |
| École Royale Navale | ERN                  | 1967             | 42                  | 51(+9)              | 55(+4)              | 58(+3)              | Casablanca | Métiers navals, école militaire d'officiers de marine        |
| École des sciences de l'information | ESI                  | 1975             | 95                  | 122 (+27)           | 122 (+0)            | 122 (+0)            | Rabat      | Métiers des sciences de l'information                        |
| École supérieure des industries du textile et de l'habillement                                                                                         | ESITH                | 1996             | 211                 | 211 (+0)            | 211 (+0)            | 211 (+0)            | Casablanca | Logistique,Textile Informatique                              |
| Institut agronomique et vétérinaire Hassan II | IAV                  | 1966             | 33                  | 33 (+0)             | 33 (+0)             | 43 (+10)            | Rabat      | Agronomie, topographie                                       |
| Institut national des Postes et Télécommunications | INPT                 | 1961             | 246                 | 246 (+0)            | 246 (+0)            | 246 (+0)            | Rabat      | Métiers de l'informatique                                    |
| Institut national de statistique et d'économie appliquée                                                                                               | INSEA                | 1961             | 216                 | 216 (+0)            | 216 (+0)            | 216 (+0)            | Rabat      | Métiers de la statistique, économie et finance               |
| Réseau Écoles nationales des sciences appliquées / École nationale supérieure d'arts et métiers / École normale supérieure de l’enseignement technique | ENSA / ENSAM / ENSET | 1998 (ENSA)      | 642                 | 687 (+45)           | 699 (+12)           | 699 (+0)            | Divers     | Polyvalente                                                  |
| Réseau Faculté des sciences et techniques | FST                  | ?                | 332                 | 332 (+0)            | 322 (+0)            | 332 (+0)            | Divers     | Sciences et Techniques                                       |

(Les classes préparatoires dans les écoles militaires sont internes, leurs écoles d'ingénierie ne recrutent que les candidats appartenant à leurs propres centres.)
En plus de ces écoles, les candidats peuvent intégrer les établissements suivants:
| École                                 | Sigle | Date de création | Effectif (CNC 2020) | Effectif (CNC 2021) | Effectif (CNC 2022) | Effectif (CNC 2023) | Ville      | Particularité |
| ------------------------------------- | ----- | ---------------- | ------------------- | ------------------- | ------------------- | ------------------- | ---------- | ------------- |
| École centrale Casablanca             | ECC   | 2013             |                     | 140                 |                     |                     | Casablanca | Payant        |
| École Supérieure en Génie Biomédicale | ESGB  | ?                | 200                 | 200 (+0)            | 200 (+0)            | 200 (+0)            | Casablanca | Payant        |
|                                       |       |                  |                     |                     |                     |                     |            |               |

L'Institut supérieur de commerce et d'administration des entreprises (ISCAE) exige à ses candidats MP et PSI l'admissibilité au CNC (réussir les épreuves écrites) avant de passer les épreuves orales de l'institut.

### ENS (Cycle agrégation)
Avant 2013, les étudiants des classes préparatoires pouvaient intégrer après le CNC des cycles d'agrégation des Écoles normales supérieures (ENS) suivantes :
- École normale supérieure de Casablanca
- École normale supérieure de Fès
- École normale supérieure de Marrakech
- École normale supérieure de Martil
- École normale supérieure de Meknès
- École normale supérieure de Rabat
- École normale supérieure de l'enseignement technique de Mohammédia
- École normale supérieure de l'enseignement technique de Rabat

Ce cycle prépare des professeurs agrégés aptes à enseigner dans les classes préparatoires, le programme et les concours d'agrégation sont communs entre la France et le Maroc.

## Centres de préparation au CNC[7]
L'admission dans les classes préparatoires marocaines se fait sur étude de dossier des candidatures des bacheliers des filières scientifiques, ce système est très sélectif, il se base surtout sur les notes des matières enseignées pendant le lycée en mathématiques, sciences physiques et chimiques, philosophie, français et anglais.
| Centre                              | Ville              | Filière                              | Effectif total (2022) |
| ----------------------------------- | ------------------ | ------------------------------------ | --------------------- |
| Lycée Reda Slaoui                   | Agadir             | MPSI / MP, PCSI / PSI, TSI, ECT, ECS | 757                   |
| Lycée Technique Mohammed V          | Beni Mellal        | MPSI / MP,TSI                        | 507                   |
| Lycée Mohammed V                    | Casablanca         | MPSI / MP / MP*, PCSI / PSI          | 125                   |
| Lycée Al Khansaa                    | Casablanca         | MPSI / MP, ECS, ECT                  | 377                   |
| Lycée Ibn Tahir                     | Errachidia         | MPSI / MP                            | 180                   |
| Lycée Moulay Idriss                 | Fès                | MPSI / MP / MP*, PCSI / PSI, ECT     | 508                   |
| Lycée Mohammed VI                   | Kénitra            | MPSI / MP, PCSI / PSI, ECT           | 384                   |
| Lycée Ibn Abdoun                    | Khouribga          | MPSI / MP                            | 132                   |
| Lycée Lyssane Eddine Ibn Al Khattib | Laâyoune           | MPSI / MP, ECT                       | 181                   |
| Lycée Ibn Taïmia                    | Marrakech          | MPSI / MP / MP*, PCSI / PSI, ECT     | 692                   |
| Lycée Omar Ibn Al Khattab           | Meknès             | MPSI / MP, PSCI / PSI                | 380                   |
| Lycée Moulay Ismail                 | Meknès             | ECS, ECT                             | 255                   |
| Lycée Technique                     | Mohammédia         | MPSI / MP, TSI                       | 319                   |
| Lycée Omar Ibn Abdelaziz            | Oujda              | MPSI / MP, TSI                       | 287                   |
| Lycée Moulay Youssef                | Rabat              | MPSI / MP / MP*, PCSI / PSI          | 409                   |
| Lycée Omar Al-Khayyam               | Rabat              | ECS, ECT                             | 259                   |
| Lycée Amir Moulay Abdellah          | Safi               | MPSI / MP, TSI                       | 304                   |
| lycée Salmane Al Farissi            | Salé               | MPSI / MP, TSI                       | 338                   |
| Lycée Moulay Hassan                 | Tanger             | MPSI / MP, PCSI / PSI, ECS, ECT      | 454                   |
| Lycée Acharif Al Idrissi            | Taza               | MPSI / MP, ECS                       | 238                   |
| Lycée Technique                     | Settat             | TSI, ECS, ECT                        | 296                   |
| Lycée Technique Errazi              | El jadida          | MPSI / MP PCSI / PSI, ECS, ECT       | 403                   |
| Lycée Bab Essahra                   | Guelmim            | MPSI,TSI, ECS                        | 212                   |
| Lycée Okba Ibn Nafea                | Dakhla             | PCSI / PSI                           | 64                    |
| Centre CPGE Ouarzazate              | Ouarzazate         | PCSI / PSI, ECS, ECT                 | 267                   |
| Lycée Abdelkarim Al Khattabi        | Nador              | ECS, ECT                             | 130                   |
| Lycée d'excellence de Benguérir     | Benguérir          | MPSI / MP, PCSI / PSI, TSI           | ?                     |
| Centre CPGE de Tétouan              | Tétouan            | MPSI / MP,TSI                        | 203                   |
| École Royale de l'Air               | Marrakech          | MPSI / MP                            | 35                    |
| École Royale Navale                 | Casablanca         | MPSI / MP                            | 33                    |
| Lycée Méditerranéen (LYMED)         | Cabo Negro (Maroc) | MPSI/MP                              | 100                   |

À cette liste s'ajoutent d'autres centres privés des classes préparatoires, mais leurs candidats passent les concours dans les centres publics.

## Programme du CNC
Toutes les épreuves portent sur les programmes des classes préparatoires marocaines de première et deuxième années des filières MP, PSI, TSI et BCPST.

## Epreuves CNC
| Jours    | Heures        | MP                               | PSI                              | TSI                                         | BCPST                            |
| -------- | ------------- | -------------------------------- | -------------------------------- | ------------------------------------------- | -------------------------------- |
| Jeudi    | 08h00 à 12h00 | Mathématiques I (4h)             | Mathématiques I (4h)             | Mathématiques I (4h)                        | Mathématiques I (4h)             |
| Jeudi    | 15h00 à 17h00 | Culture Arabe et Traduction (2h) | Culture Arabe et Traduction (2h) | Culture Arabe et Traduction (2h)            | Culture Arabe et Traduction (2h) |
| Vendredi | 08h00 à 11h00 |                                  |                                  |                                             | Physique (3h)                    |
| Vendredi | 08h00 à 12h00 | Physique I (4h)                  | Physique I (4h)                  | Physique I (4h)                             |                                  |
| Vendredi | 15h00 à 17h00 | Anglais (2h)                     | Anglais (2h)                     | Anglais (2h)                                | Anglais (2h)                     |
| Samedi   | 08h00 à 12h00 | Français (4h)                    | Français (4h)                    | Français (4h)                               | Français (4h)                    |
| Samedi   | 15h00 à 17h00 | Informatique (2h)                | Informatique (2h)                | Informatique (2h)                           | Informatique (2h)                |
| Lundi    | 08h00 à 12h00 | Mathématiques II (4h)            | Mathématiques II (4h)            | Mathématiques II (4h)                       | Mathématiques II (4h)            |
| Lundi    | 15h00 à 17h00 | Chimie (2h)                      |                                  | Chimie (2h)                                 |                                  |
| Lundi    | 15h00 à 18h00 |                                  | Chimie (3h)                      |                                             | Chimie (3h)                      |
| Mardi    | 08h00 à 12h00 | Physique II (4h)                 | Physique II (4h)                 | Physique II (4h)                            | Biologie (4h)                    |
| Mercredi | 07h00 à 13h00 |                                  |                                  | Technologies et Sciences Industrielles (6h) |                                  |
| Mercredi | 08h00 à 12h00 | Sciences Industrielles (4h)      | Sciences Industrielles (4h)      |                                             | Géologie (4h)                    |

## Coefficients de l’écrit
| Matière                                | MP | PSI | TSI | BCPST |
| -------------------------------------- | -- | --- | --- | ----- |
| Mathématiques I                        | 7  | 5.5 | 6   | 5     |
| Mathématiques II                       | 7  | 5.5 | 6   | 5     |
| Physique I                             | 5  | 5.5 | 5   | 6     |
| Physique II                            | 5  | 5.5 | 5   |       |
| Chimie                                 | 2  | 3   | 2   | 5     |
| Biologie                               |    |     |     | 6     |
| Géologie                               |    |     |     | 5     |
| Sciences Industrielles                 | 4  | 6   |     |       |
| Technologies et Sciences industrielles |    |     | 7   |       |
| Informatique                           | 3  | 3   | 3   | 2     |
| Culture Arabe et Traduction            | 3  | 3   | 3   | 3     |
| Français                               | 4  | 4   | 4   | 4     |
| Anglais                                | 3  | 3   | 3   | 3     |
| Total                                  | 43 | 43  | 43  | 43    |

## Modalités du CNC
Les candidats inscrits au Maroc autorisés à passer le Concours National Commun peuvent retirer à partir de la fin du mois d'avril, leur convocation individuelle dans leur centre de préparation. Les autres candidats, marocains à l’étranger et étrangers, reçoivent à la même période leur convocation à l’adresse indiquée sur leur dossier de candidature. Ces convocations portent le numéro d’inscription au concours et l’adresse du centre où le candidat doit composer.
- Le retard d’un candidat à l’une des épreuves est sanctionné automatiquement par la note zéro à cette épreuve.
- L’absence d’un candidat à l’une des épreuves du concours entraîne son élimination.
- À l’issue de chaque épreuve écrite, tout candidat est tenu, sous peine d’élimination, de signer la feuille de présence après la remise de sa copie au responsable de salle.
- Nul ne peut quitter la salle de composition avant la fin de la première heure de chaque épreuve.
- Nul ne peut emporter une épreuve ou tout document s’y rattachant avant la fin de celle-ci.

## Épreuve de TIPE
Présentation de l’épreuve de TIPE
1. Objectifs :

L’épreuve de TIPE (Travaux d’Initiative Personnelle Encadrés) a pour objectif de permettre au Jury d’évaluer chez le candidat :
- Son aptitude à se documenter sur un sujet scientifique de son choix (livres scolaires ou universitaires, revues scientifiques courantes, fiches techniques, etc.), en comprendre le contenu et en effectuer une synthèse critique.
- Son aptitude à présenter oralement son travail (maîtrise des moyens d’expression) et à en discuter avec le Jury (capacité d’écoute et de discussion).

1. Choix du sujet :

L’épreuve de TIPE fait partie des épreuves d’admission (oral). Chaque candidat admissible passera le TIPE dans l’une des matières suivantes :
- Mathématiques ou Physique pour la filière MP.
- Physique ou Sciences Industrielles pour la filière PSI.
- Sciences et Technologies Industrielles pour la filière TSI.
- Biologie et/ou Géologie pour la filière BCPST.

Il précisera son choix dans le dossier d’inscription au Concours National Commun, au niveau de la fiche TIPE. En aucun cas, il ne lui sera possible de modifier son choix par la suite.
Le candidat est libre de choisir son sujet, qui doit être lié au thème fixé.
Le niveau scientifique exigible est celui des programmes de première et deuxième années des Classes Préparatoires aux Grandes Écoles. Les TIPE n’ont pas pour objectif de faire acquérir au candidat des connaissances techniques ou scientifiques supplémentaires au programme ; le Jury pourra, par ses questions, s’assurer de la bonne compréhension par le candidat des notions qu’il aura mentionnées.
Le sujet choisi, tout  en respectant le thème général correspondant à sa matière, pourra faire référence   à   des   notions   provenant   d’autres   disciplines   (chimie, informatique, sciences industrielles, économie, sciences de la terre…)
1. Préparation en vue de l’épreuve :

Le candidat prépare son sujet pendant l’année scolaire. Aucun temps de préparation spécifique ne lui sera accordé le jour de l’épreuve.
Déroulement de l’épreuve de TIPE
L’épreuve dure environ 30 minutes et se déroule comme suit :
- 5 minutes pour la lecture de la fiche TIPE par le Jury.
- Le candidat dispose ensuite de 10 minutes pour présenter oralement au Jury son travail.
- 10 minutes sont utilisées par le Jury pour poser des questions au candidat sur son travail et son exposé.
- Les 5 minutes restantes sont réservées pour la délibération du Jury.

Pour  effectuer  sa  présentation,  le  candidat  disposera  d’un  tableau  et  d’un  vidéoprojecteur.  Il pourra utiliser des diaporamas qu’il aura préalablement préparés, ainsi que des dessins ou photographies qu’il jugera utiles pour illustrer ses propos. Il ne réalisera pas d’expérience devant le jury, mais pourra mentionner celles qu’il aura éventuellement effectuées pendant l’année.
La notation prendra en compte le contenu de l’exposé (exactitude scientifique, richesse documentaire, synthèse des informations, sens critique) et les qualités de communication (aisance dans l’expression orale, construction de l’exposé, utilisation des supports tableau ou diapositive, aptitude à convaincre, comportement lors du dialogue avec le Jury).